# Streblopus punctatus
Streblopus punctatus là một loài bọ cánh cứng trong họ Bọ hung (Scarabaeidae).